# Chemiewerk Voslapp

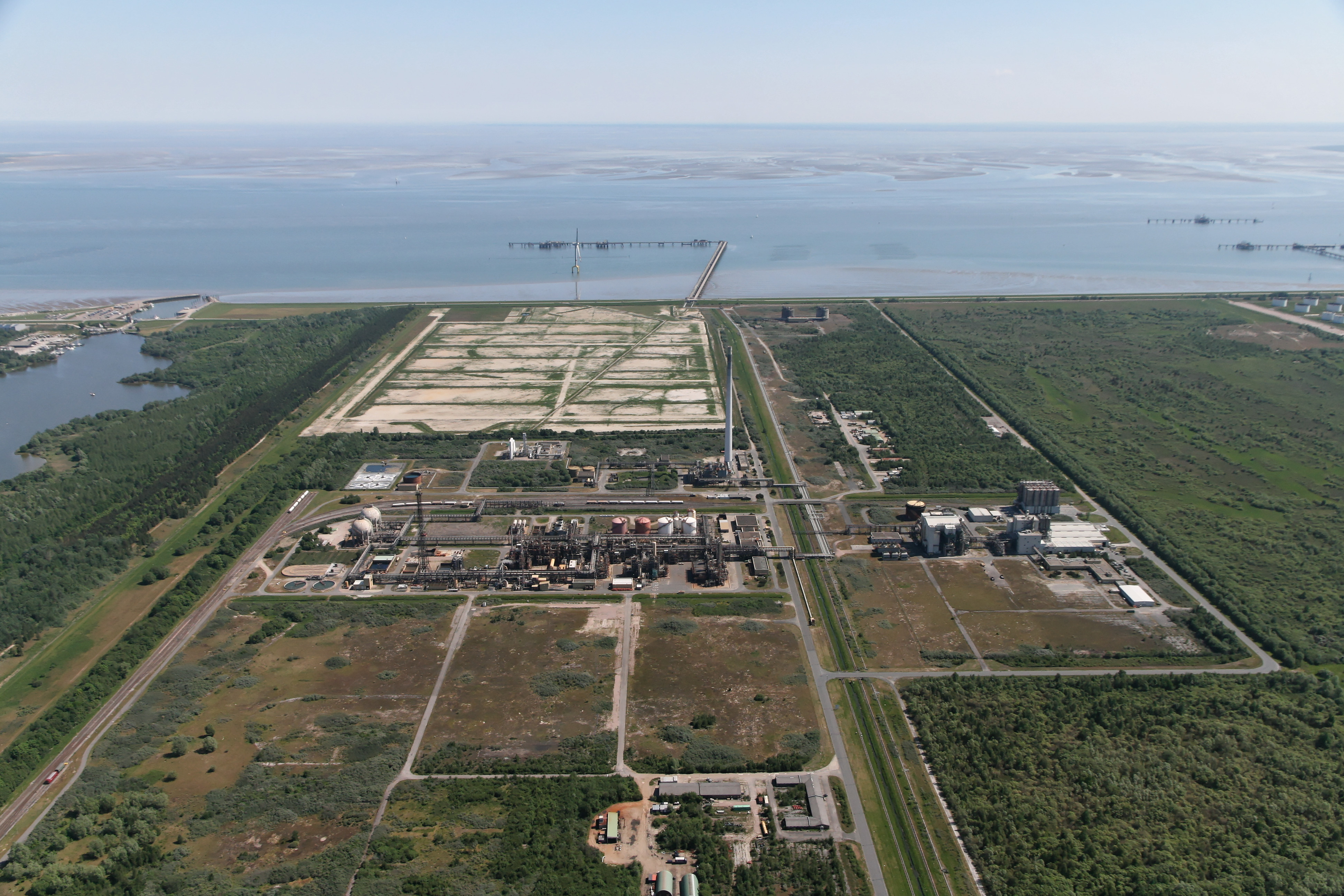
Werksgelände von Westen nach Osten gesehen, im Hintergrund der Anleger in der Jade

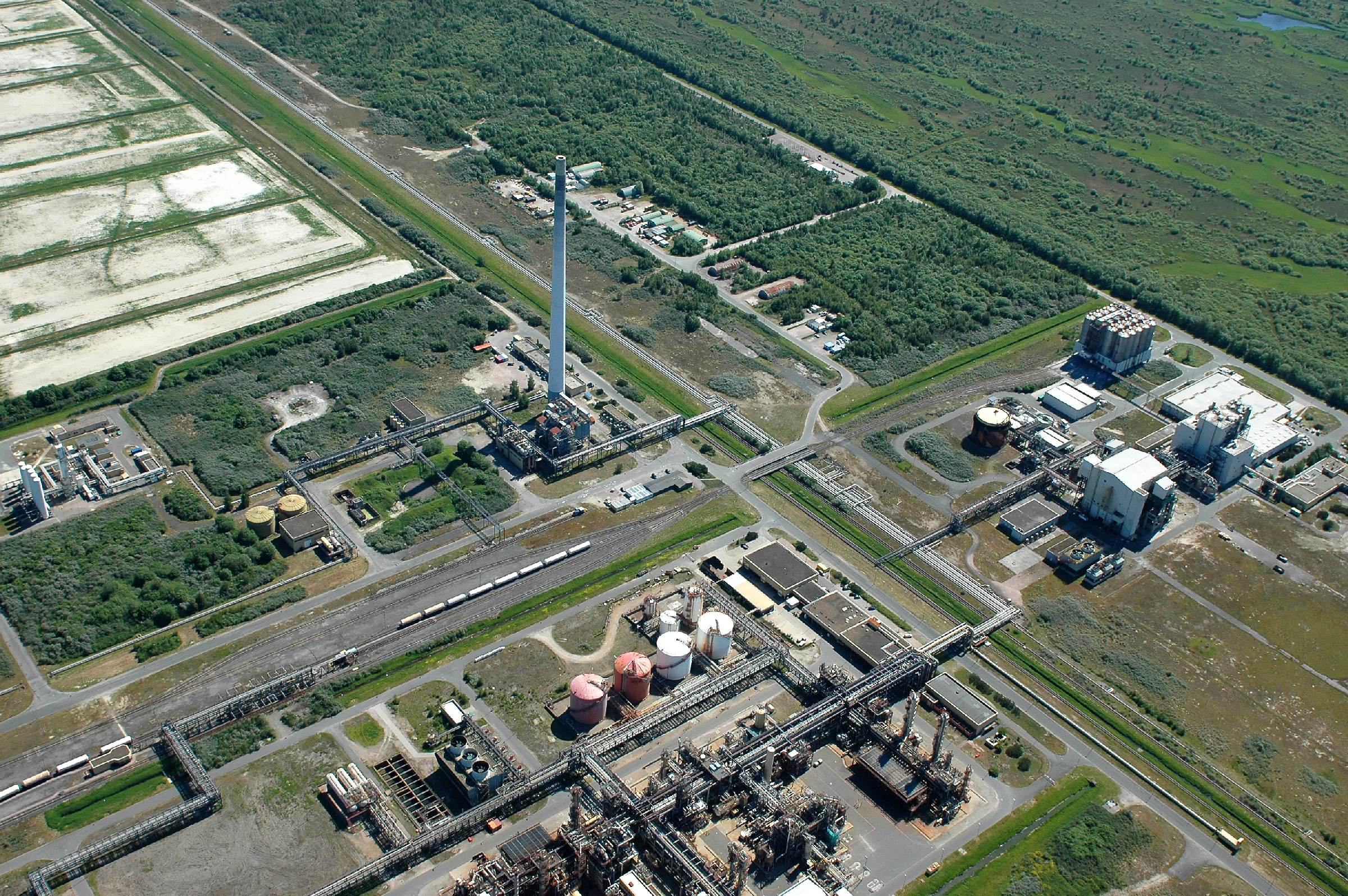
Detailansicht aus der Luft

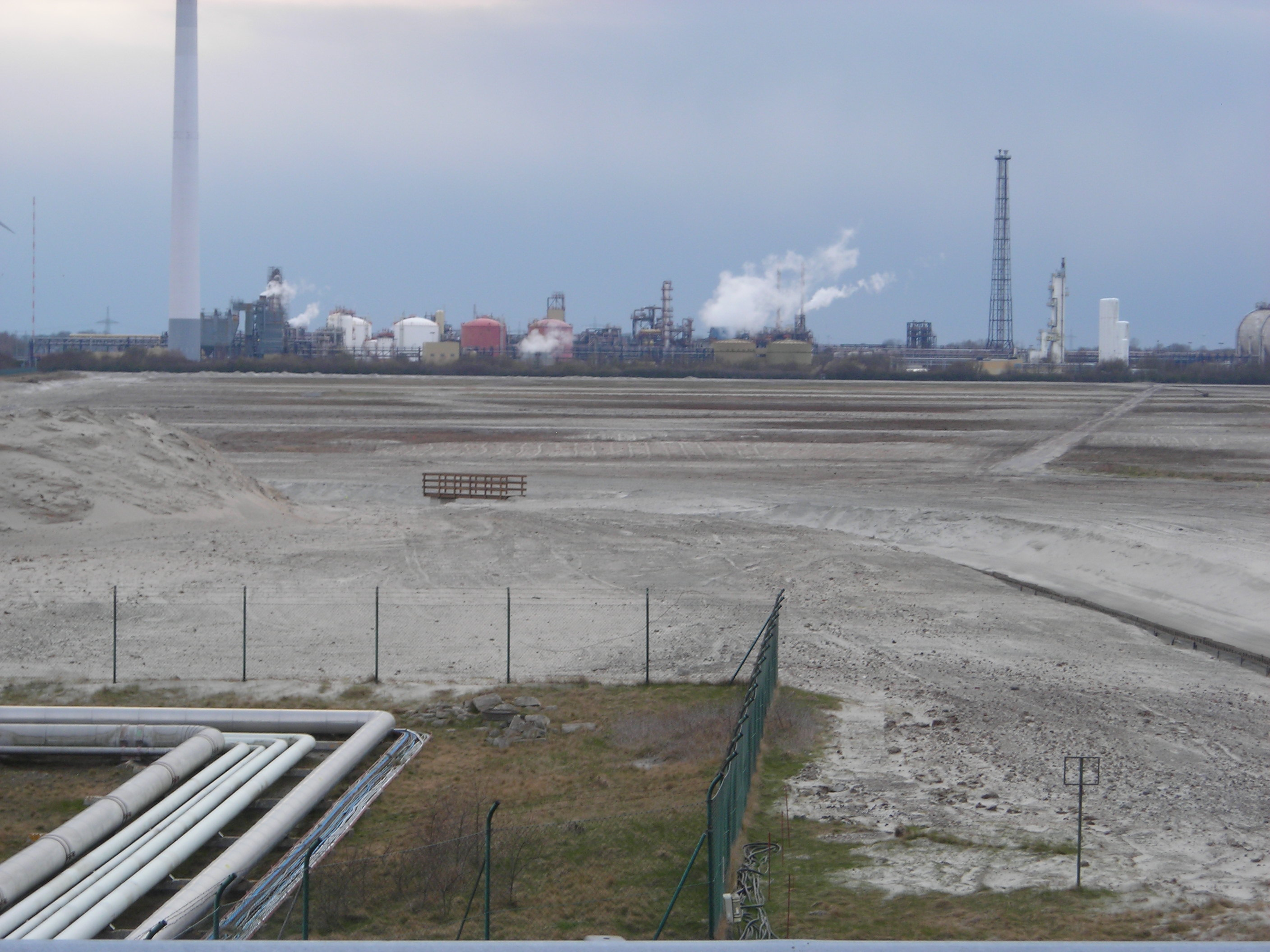
Anlagen zur Vinylchloridproduktion

Das Chemiewerk Voslapp ist eine chemische Fabrik zur Produktion von Vinylchlorid und Polyvinylchlorid (PVC) in Wilhelmshaven. Das Werksgelände befindet sich im Wilhelmshavener Ortsteil Voslapper Groden direkt am tiefen Fahrwasser der Jade. Das Werk, das von der zur International Chemical Investors Group (ICIG) gehörenden Vynova Wilhelmshaven GmbH betrieben wird, gehört zu den größten PVC-Produzenten Europas. Der Hauptkamin des Werks ist 180 Meter hoch.

## Produktion
Die Produktion geschieht in zwei Schritten in getrennten Anlagen:
- im nördlichen Anlagenteil wird aus Ethylen und Chlor oder aus Ethylendichlorid das Vinylchlorid hergestellt;
- im südlichen Anlagenteil wird aus Vinylchlorid durch Polymerisation das Polyvinylchlorid hergestellt.

Der benötigte Rohstoff Chlor wurde bis Juli 2013 in einem weiteren Werk in Wilhelmshaven auf dem Rüstersieler Groden (53,565° N, 8,125° O) hergestellt und über eine 12 Kilometer lange Chlorgas-Pipeline angeliefert. Bei der Produktion des Chlors wurde Quecksilber verwendet. Auf Grund hoher Energiekosten und durch kostenintensiven Modernisierungsbedarf auf Grund einer Selbstverpflichtung des Betreibers, bis spätestens 2020 auf den Einsatz von Quecksilber zu verzichten, wurde der Betrieb des Chlorwerkes unwirtschaftlich. Daher legte INEOS das Werk im Jahre 2013 still. Seitdem wird Ethylendichlorid per Schiff angeliefert. Der zusammen mit Chlor benötigte Rohstoff Ethylen wird über Schiffslieferungen mit Flüssiggastankern angelandet. Für das bei −103 °C verflüssigte Ethylen stehen zwei große Vorratstanks auf dem Werksgelände. Ein eigener Schiffsanleger an der Jade ermöglicht kurze und tideunabhängige Transportwege.
Die Produktionskapazität liegt bei 380.000 Tonnen PVC pro Jahr. Vynova beschäftigt in Wilhelmshaven etwa 365 Mitarbeiter.

## Geschichte
Nachdem bereits 1971 im Ortsteil Rüstersiel ein Werk zur Chloralkali-Elektrolyse eröffnet worden war (Betreiber war zunächst die Alusuisse Atlantik GmbH), wurde dieses Werk 1978 von der ICI Gruppe übernommen, welche bereits wenige Monate später mit dem Bau eines Werkes zur PVC-Produktion im nahe gelegenen Voslapper Groden begann. Das Werk in Voslapp wurde im Juni 1981 eröffnet.
Im Jahr 1995 wurde das Werk von der EVC Deutschland übernommen, die zuvor bereits für den Vertrieb der Produkte zuständig war. Im Frühjahr 2001 wurde das Werk dann zusammen mit dem Werk in Rüstersiel von dem britischen Chemiekonzern Ineos übernommen.
Am 9. Juni 2015 gab die International Chemical Investors Group (ICIG) bekannt, dass sie das Werk (zusammen mit anderen Anteilen von INEOS) zum 1. August 2015 übernehmen wird. Hierfür wurden die Vinyl-Aktivitäten der ICIG zur Firmengruppe Vynova zusammengefasst.